# Carlo Giordano
Carlo Giordano (Nocera Terinese, 27 gennaio 1814 – Portici, 7 febbraio 1883) è stato un politico italiano.